# Елеонора Прусська
Елеонора Прусська (нім. Eleonore von Preußen, 21 серпня 1583 — 9 квітня 1607) — прусська принцеса з династії Гогенцоллернів, донька герцога Пруссії Альбрехта-Фрідріха та принцеси Юліх-Клеве-Берзької Марії Елеонори, дружина курфюрста Бранденбургу Йоакіма III Фрідріха.

## Життєпис
Елеонора народилась 21 серпня 1583 року в Кенігсберзі. Вона була п'ятою дитиною і четвертою донькою герцога Пруссії Альбрехта-Фрідріха та його дружини Марії-Елеонори Клевської. Дівчинка мала старших сестер Анну, Марію, Софію та молодшу Магдалену Сибіллу. Брати померли у ранньому віці. Дівчата виховувались у Кенігсберзькому палаці.
У 20 років була пошлюблена із 57-річним курфюрстом Бранденбургу Йоакімом III Фрідріхом, регентом її душевнохворого батька. Від першого шлюбу її чоловік мав шестеро дітей, більшість з яких були старшими за Елеонору. Його первісток Йоганн Сигізмунд майже десять років вже мав за дружину Анну Прусську, старшу сестру нареченої. Весілля проходило 2 листопада 1603 року в Берліні. Гофмейстером курфюрстіни був призначений Йоганн фон Лебен. Шлюб був політичним і мав на меті посилення впливу в Пруссії. До того ж Йоакім Фрідріх сподівався отримати спадок від тещі, Марії-Елеонори Клевської. За чотири роки народилась єдина донька подружжя. За тиждень після народження дитини Елеонора померла у 23-річному віці. Похована у крипті Гогенцоллернів у Берлінському соборі.

## Родина

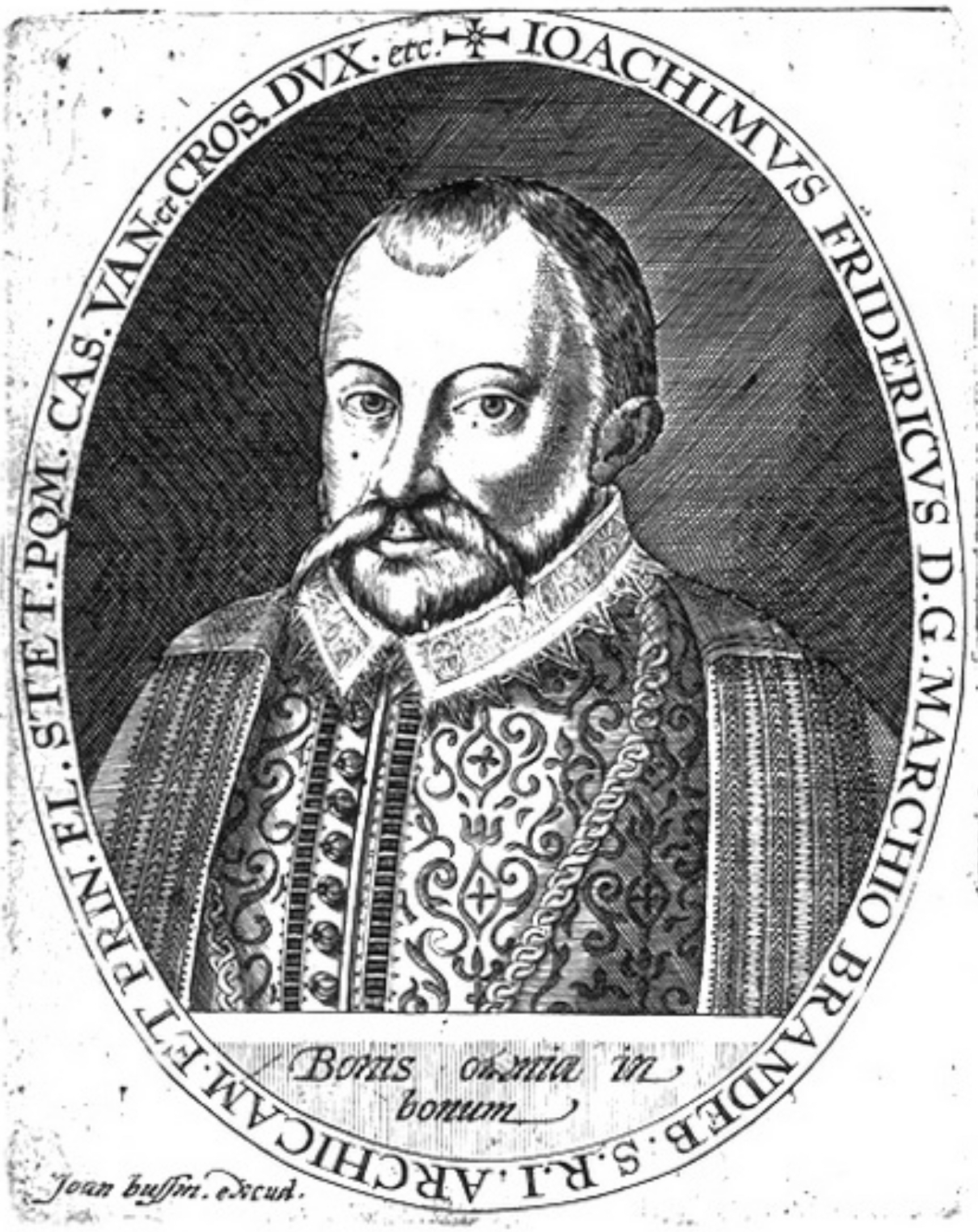
Йоганн Фрідріх

Чоловік — Йоакім III Фрідріх, курфюрст Бранденбурзький
Діти:
- Марія Елеонора (1607—1675) — дружина пфальцграфа Людвіга Філіпа фон Зіммерна, мала семеро дітей.